# Filip, Duce de Edinburgh
Prințul Filip, Duce de Edinburgh (n. 10 iunie 1921, Corfu, Peloponez, Grecia de Vest și Insulele Ionice⁠(d), Grecia – d. 9 aprilie 2021, Windsor and Maidenhead, Anglia, Regatul Unit) a fost membru al familiei regale britanice și soțul reginei Elisabeta a II-a, cu titlul de prinț consort. 
S-a născut în Grecia, din care familia sa a fost exilată de când era copil. După ce a fost educat în Franța, Germania și Regatul Unit, în 1939, la vârsta de 18 ani, Filip a intrat în Marina Regală britanică. Din iulie 1939, a început să corespondeze cu prințesa Elisabeta, care avea atunci 13 ani, și pe care o întâlnise pentru prima dată în 1934. În timpul celui de-Al Doilea Război Mondial a slujit cu distincție în Mediterana și Pacific.
După război, regele George al VI-lea i-a acordat lui Filip permisiunea să se căsătorească cu Elisabeta, întâia sa născută. Înainte de anunțul oficial al logodnei lor, în iulie 1947, Filip și-a abandonat titlurile grecești și daneze, a devenit un supus britanic naturalizat și a adoptat numele de familie, „tradus” în engleză, al bunicilor materni, Mountbatten. S-a căsătorit cu Elisabeta la 20 noiembrie 1947. Chiar înainte de nuntă, i s-au acordat titlurile de duce de Edinburgh, conte de Merioneth și baron Greenwich, cu calificativul Alteța Sa Regală. Filip a părăsit serviciul militar activ când soția sa a devenit regină (1952), după ce ajunsese la gradul de comandant. A primit titlul de principe în 1957.
Filip și Elisabeta au avut împreună patru copii: Charles, Prinț de Wales, actualul rege Charles al III-lea, Prințesa Anne a Marii Britanii, Andrew, Duce de York și Edward, Conte de Wessex. Printr-un ordin britanic în consiliu, emis în 1960, descendenții cuplului care nu poartă titluri regale pot folosi numele de familie Mountbatten-Windsor, care a fost folosit și de unii membri ai familiei regale care dețin titluri, precum Anne, Andrew și Edward.
Un împătimit al sportului, a ajutat la dezvoltarea probei sportive de conducere a trăsurilor. A fost patron, președinte sau membru a peste 780 de organizații și președinte al „The Duke of Edinburgh's Award,” un program de auto-perfecționare pentru tineri cu vârste cuprinse între 14 și 24 de ani. A fost cel mai în vârstă membru de sex masculin din istoria familiei regale britanice. S-a retras din funcțiile sale regale la 2 august 2017, la 96 de ani, după ce a încheiat 22.220 misiuni solo, din 1952.

## Primii ani
Prințul Filip al Greciei și Danemarcei s-a născut la Vila Mon Repos, din insula grecească Corfu, la 10 iunie 1921, ca singurul fiu, al cincilea și cel mai mic copil al Prințului Andrei al Greciei și Danemarcei și a soției acestuia, Prințesa Alice de Battenberg.
Cele patru surori mai mari ale lui Filip sunt: Margarita, Theodora, Cecilie și Sofia.

A fost botezat la biserica Sf. Gheorghe de la Palaio Frourio (Cetatea Veche) din Haddokkos la câteva zile după naștere.

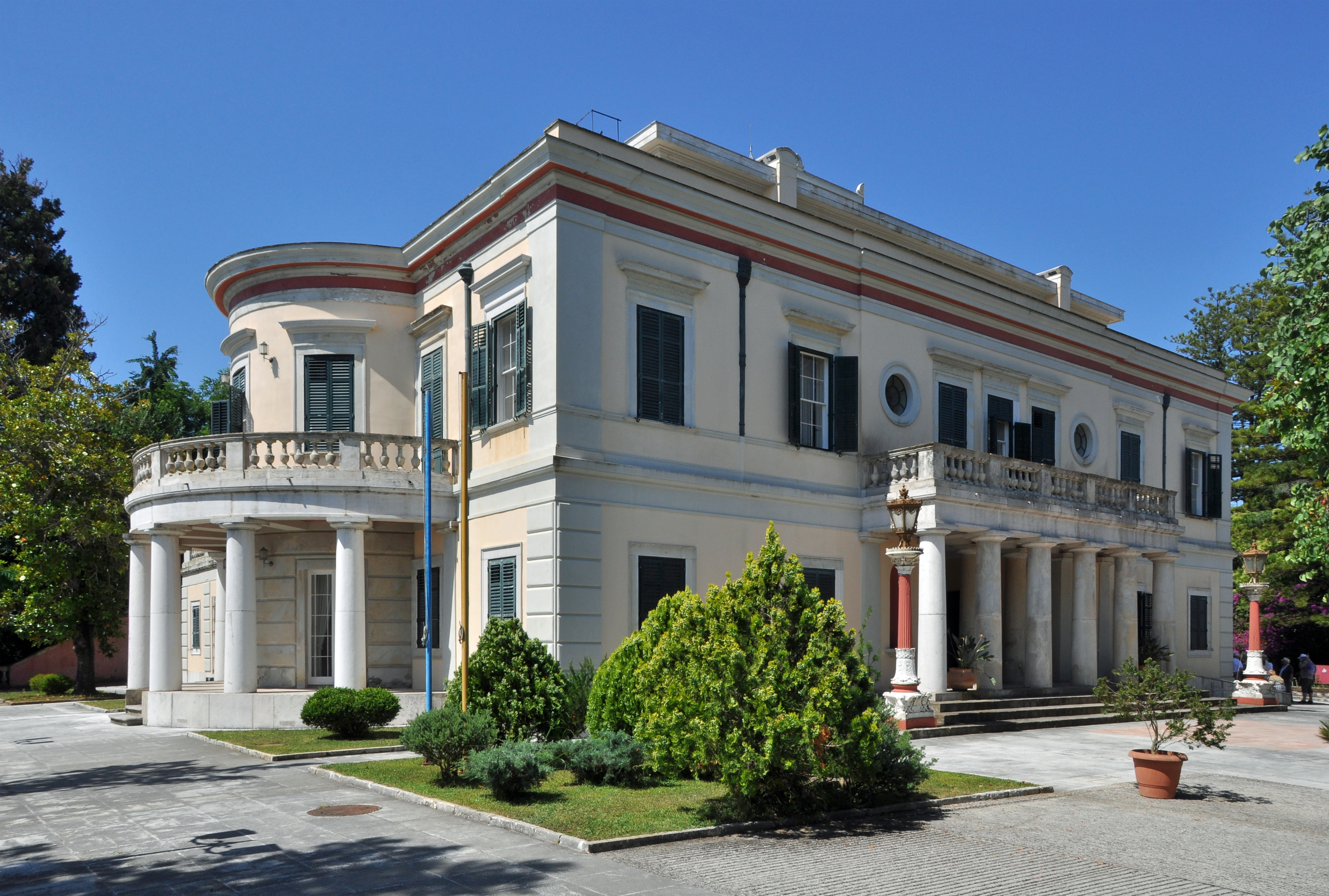
Mon Repos, casa unde s-a născut Filip, acum Muzeul Arheologic Paleopolis

La scurtă vreme după nașterea lui Filip, bunicul matern, Prințul Louis de Battenberg, a murit la Londra. Louis a fost cetățean naturalizat britanic și, după un lung serviciu în Marina Regală, a renunțat la titlurile sale germane și a adoptat numele de familie Mountbatten, care este de fapt traducerea in limba engleza a numelui german de familie.
Nașterea lui Filip a avut loc în timpul Războiului greco-turc (1919-1922) care a mers prost pentru Grecia. La 22 septembrie 1922, unchiul lui Filip, regele Constantin I al Greciei a fost forțat să abdice, iar Prințul Andrew împreună cu alții a fost arestat de guvernul militar. Comandantul armatei, generalul Georgios Hatzianestis, și cinci politicieni au fost executați.
În decembrie, un tribunal revoluționar l-a expulzat pe Prințul Andrew din Grecia pe viață. Nava britanică Calypso a evacuat familia Prințului Andrew, Filip fiind transportat în siguranță într-un coș de fructe. Familia lui Filip a plecat în Franța și s-au stabilit într-o suburbie a Parisului, într-o casă împrumutată de la mătușa sa, Prințesa Marie Bonaparte.
Atât Filip, cât și tatăl său s-au născut în Grecia, el "nu avea sânge grecesc și nu vorbește limba greacă". În 1992, Filip a afirmat că el "poate înțelege o parte" din această limbă. A declarat că se consideră scandinav, în particular danez. Vorbea fluent engleza, germana și franceza.

## Tinerețe

### Educație

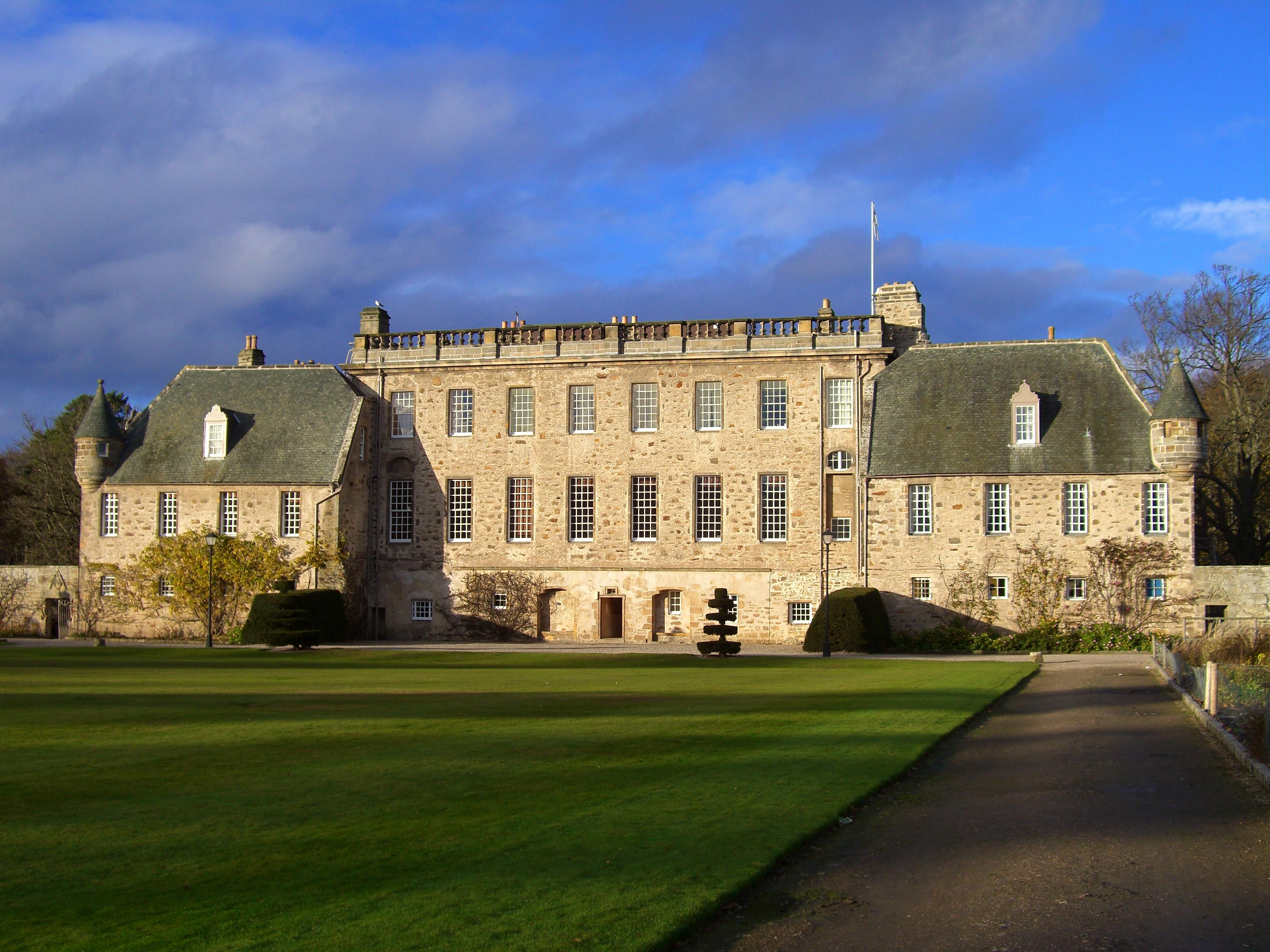
Filip a studiat la școala Gordonstoun, Scoția.

Filip a fost educat la o școală americană din Paris condusă de Donald MacJannet, care l-a descris pe Filip ca "robust, gălăgios ... dar întotdeauna deosebit de politicos". În 1928, a fost trimis în Marea Britanie unde a urmat școala Cheam și a locuit cu bunica maternă la Palatul Kensington și cu unchiul său George Mountbatten, marchiz de Milford Haven la Lynden Manor în Bray, Berkshire.
În următorii trei ani, cele patru surori ale sale s-au căsătorit cu nobili germani și s-au mutat în Germania; mama sa a fost internată într-un azil după ce a fost diagnosticată cu schizofrenie, iar tatăl său s-a mutat într-un apartament mic din Monte Carlo.
În 1933, Filip a fost trimis la Schule Schloss Salem din Germania, care avea avantajul "că economisește taxele școlare", deoarece aparținea cumnatului său, Berthold, Margraf de Baden. Odată cu creșterea nazismului în Germania, fondatorul școlii evreiești Salem, Kurt Hahn, a fugit și a fondat școala Gordonstoun în Scoția. După două semestre la Salem, Filip s-a mutat la Gordonstoun.
În 1937, sora sa Cecilie, soțul ei, doi dintre copiii lor și soacra ei au murit într-un accident de avion la Ostend; Filip avea numai 16 ani când a participat la funeraliile din Darmstadt. Anul următor, unchiul său Lordul Milford Haven a murit de cancer osos.

### Serviciul naval
După ce a părăsit Gordonstoun în 1939, Prințul Filip a intrat în Marina Regală absolvind anul următor Colegiul Marinei Regale Dartmouth. Filip a petrecut patru luni pe cuirasatul Ramillies protejând convoaiele forței expediționare australiene în Oceanul Indian, urmat de staționări mai scurte pe navele Kent și Shropshire. După invazia Greciei de către Italia din octombrie 1940, el a fost transferat din Oceanul Indian pe vasul Valiant din flota din Marea Mediteraneană. Printre alte angajamente, el a fost implicat în Bătălia Cretei și a fost menționat pentru serviciile sale în timpul Bătăliei de la Cape Matapan.
A fost promovat sublocotenent după o serie de cursuri la Portsmouth. În iunie 1942, a fost numit pe distrugătorul Wallace care a fost implicat în sarcini de escortare a convoiului pe coasta de est a Marii Britanii. La 16 iulie 1942, a devenit locotenent. În octombrie același an, la doar 21 de ani, a devenit primul locotenent al distrugătorului Wallace și unul dintre cei mai tineri primi locotenenți ai Marinei Regale.
În timpul invaziei Siciliei în iulie 1943, în funcția de comandant secund al HMS Wallace el a salvat nava de un atac de noapte al unui bombardier. În 1944, a fost mutat pe un alt distrugător, HMS Whelp. A fost prezent în Golful Tokyo când a fost semnată capitularea Japoniei. În ianuarie 1946, Filip s-a întors în Marea Britanie pe Whelp și a devenit instructor pe HMS Royal Arthur.
În perioada petrecută în Marina Regală, Prințul Filip și unchiul său, Lord Mountbatten, au împărtășit un interes pentru fenomenele aeriene neidentificate la care au fost martori în mijlocul celui de-al Doilea Război Mondial.

## Căsătorie

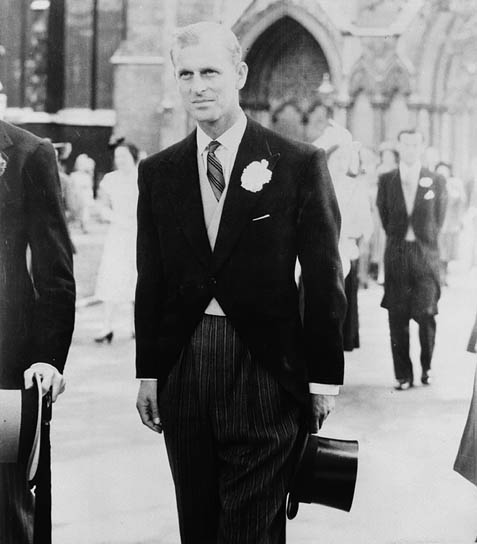
Prințul Filip în 1951, în vizită în Canada.

În 1939, regele George al VI-lea și regina Elisabeta au vizitat colegiul naval din Dartmouth. În timpul vizitei, regina și contele Mountbatten i-au cerut lui Filip să escorteze cele două fete ale regelui, Elisabeta și Margareta, cu care Filip era verișor de gradul trei prin regina Victoria și verișor de gradul doi prin regele Christian al IX-lea al Danemarcei. Elisabeta s-a îndrăgostit de Filip și au început să-și scrie scrisori când ea avea 13 ani.
În cele din urmă, în vara anului 1946, Filip a cerut regelui mâna Elisabetei. Regele a admis cererea lui însă orice angajament oficial a fost amânat până când Elisabeta urma să împlinească 21 de ani, în aprilie, anul următor. Între timp Filip a renunțat la titlurile sale grecești și daneze, s-a convertit de la ortodoxism la anglicanism, a adoptat numele  Mountbatten din familia maternă și a devenit supus britanic naturalizat.
Logodna a fost anunțată public la 10 iulie 1947. Cu o zi înainte de nuntă, regele George al VI-lea i-a acordat lui Filip titlul de Alteța Sa iar în dimineața nunții titlurile: Duce de Edinburgh, Conte de Merioneth și Baron Greenwich.
Filip și Elisabeta s-au căsătorit printr-o ceremonie la Westminster Abbey, înregistrată și difuzată de radio BBC și urmărită de 200 milioane de oameni din întreaga lume. Cum Regatul Unit al Marii Britanii tocmai ieșise din războiul cu Germania, nu era de acceptat ca la nuntă să participe rudele germane ale Ducelui de Edinburgh, inclusiv cele trei surori în viață ale lui Filip care erau căsătorite cu Prinți germani, dintre care unii cu conexiuni naziste.
După căsătorie, Ducele și Ducesa de Edinburgh și-au stabilit reședința la Casa Clarence. Acolo s-au născut primii lor doi copii: Prințul Charles în 1948 și Prințesa Ana în 1950.
Filip a fost dornic să-și continue cariera navală deși era conștient că rolul viitor al soției sale ca regină va eclipsa ambițiile sale. După luna de miere, Filip s-a întors în marină, la început la un birou al Amiralității și mai târziu ca membru al unei echipe de cursuri la colegiul Naval Staff din Greenwich. Din 1949, a staționat în Malta după ce a devenit prim locotenent pe distrugătorul HMS Chequers. În iulie 1950, a fost promovat locotenent comandant și a primit comanda fregatei HMS Magpie. În 1952 a fost promovat comandant însă activitatea lui navală a luat sfârșit în iulie 1951.
Regele George al VI-lea fiind bolnav, Prințesa Elisabeta și Ducele de Edinburgh au fost numiți în Consiliul Privat la 4 noiembrie 1951. La sfârșitul lunii ianuarie anul următor, Filip și soția sa au făcut un tur al Commonwealth-ului. La 6 februarie 1952, pe când se aflau în Kenya, tatăl Elisabetei a murit, iar ea i-a urmat la tron. Filip a fost cel care i-a dat vestea Elisabetei și cuplul s-a întors imediat în Marea Britanie.

## Consort al reginei

### Casa regală

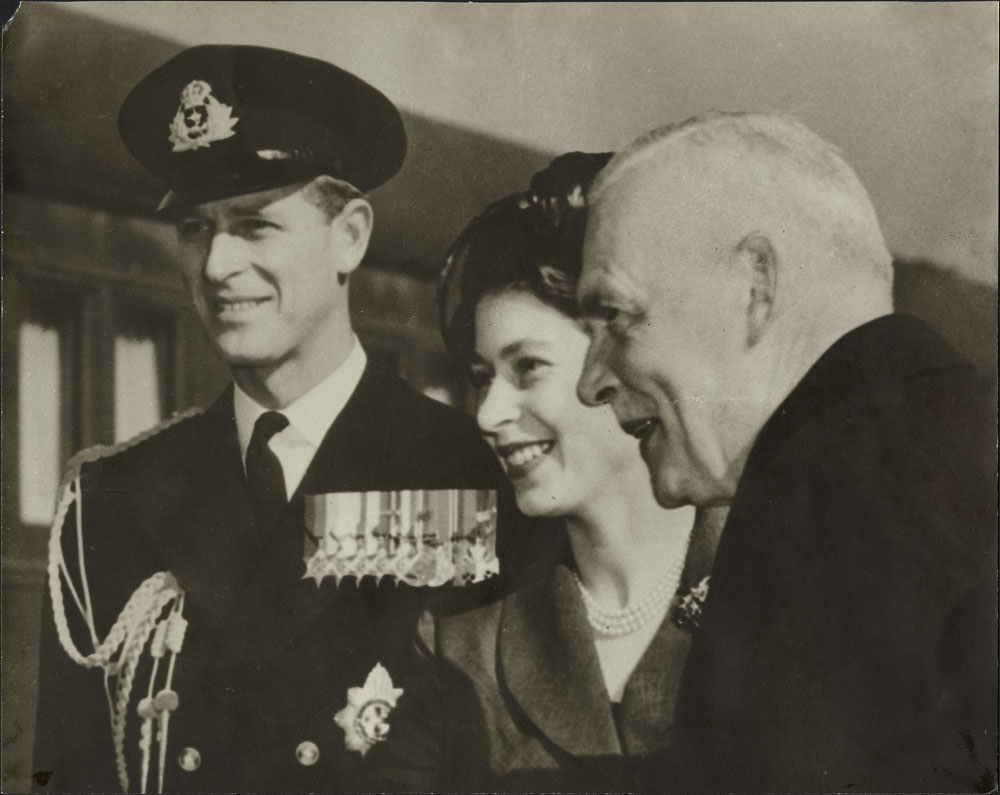
Turneul din Canada, 1951; împreună cu premierul Louis St. Laurent

Ascensiunea la tron a Elisabetei a adus în discuție problema numelui casei regale. Unchiul ducelui, Louis Mountbatten, a susținut numele de Casa de Mountbatten. Când regina Mary, bunica paternă a Elisabetei, a auzit sugestia, ea l-a informat pe primul ministru Winston Churchill care mai târziu a sfătuit-o pe regină să emită o proclamație prin care să declare că denumirea casei regale avea să rămână cunoscută sub numele de Casa de Windsor. În particular Ducele s-a plâns: "Nu sunt nimic altceva decât o amoebă. Sunt singurul bărbat din țară care nu are voie să dea numele său propriilor copii."
În 1960, la câțiva ani după decesul reginei Mary și după demisia lui Churchill, regina a declarat că numele de familie a descendenților pe linie masculină ai Ducelui și reginei care nu dețin titlul de Alteță Regală sau pe cel de Prinț sau Prințesă va fi Mountbatten-Windsor. În practică, copiii Ducelui folosesc toți numele de familie Mountbatten-Windsor când nu folosesc un nume care derivă din titlurile regale (i.e., Wales, York sau Wessex). Prinții William și Harry de Wales au adoptat Wales ca numele lor de familie de facto în timpul vieții lor de elevi și au continat să-l folosească și când au intrat în armată. Prințesele Beatrice și Eugenie de York au adoptat York ca numele lor de familie de facto în timpul vieții lor de eleve.

### Îndatoriri

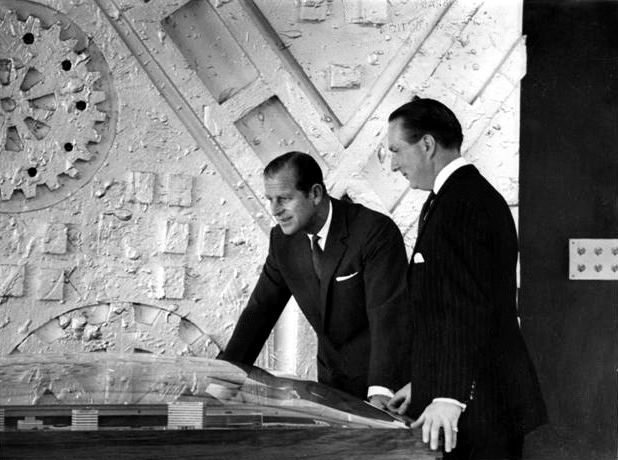
Vizitând Universitatea Salford, 1967

Ca soț al reginei, Filip și-a susținut soția în noile sale îndatoriri de suveran, însoțind-o la ceremonii cum ar fi deschiderea parlamentului în diferite țări, cine de stat și tururi în străinătate. În calitatea sa de președinte al Comisiei Încoronării, el a  fost primul membru al familiei regale care a zburat cu un elicopter vizitând trupele care urmau să ia parte la ceremonie.
La începutul anilor 1950, cumnata sa, Prințesa Margaret, a vrut să se căsătorească cu un bărbat divorțat,  Peter Townsend. Presa l-a acuzat pe Filip că a fost ostil căsătoriei. "Nu am făcut nimic" s-a pâns el. Filip nu a intervenit, preferând să stea deoparte. În cele din urmă, Margaret și Townsend s-au despărțit. Timp de șase luni în perioada 1953–54 Filip și Elisabeta au făcut un tur al Commonwealth; copii lor au rămas în Marea Britanie.
În 1956, ducele, împreună cu Kurt Hahn, a fondat Premiul internațional pentru tineret Ducele de Edinburgh cu scopul de a încuraja și a motiva tinerii pentru a deveni implicați într-un program echilibrat cu activități voluntare pentru dezvoltarea personală. Din 1956 până în 1957, Filip a călătorit în jurul lumii la bordul HMY Britannia, timp în care a deschis Jocurile Olimpice de la Melbourne din 1956 și a vizitat Antarctica. Regina și copiii au rămas în UK. La întoarcere, secretarul particular al lui Filip, Mike Parker, a fost dat în judecată pentru divorț de soția sa. În urma scandalului, Parker a trebuit să-și dea demisia. La 22 februarie 1957 regina a acordat soțului ei titlul de Prinț al Regatului Unit.
La începutul anului 1981, Filip a scris fiului său cel mare, Charles, sfătuindu-l să se hotărască, să se căsătorească cu Lady Diana Spencer sau să termine relația. Charles s-a simțit presat de tatăl său să ia o decizie și a cerut-o de soție pe Diana în februarie. Cei doi s-au căsătorit șase luni mai târziu.
În 1992, mariajul Prințului și Prințesei de Wales era în dificultate. Regina și prințul Filip au găzduit o întâlnire între Charles și Diana încercând să-i împace însă fără succes. Filip i-a scris Dianei exprimându-și dezaprobarea pentru aventurile extraconjugale atât ale lui Charles cât și ale ei și cerându-i să se gândească atât la comportamentul ei cât și al lui Charles din punctul celuilalt de vedere. Diana a apreciat că el a acționat cu bune intenții. Charles și Diana s-au separat și mai târziu au divorțat.

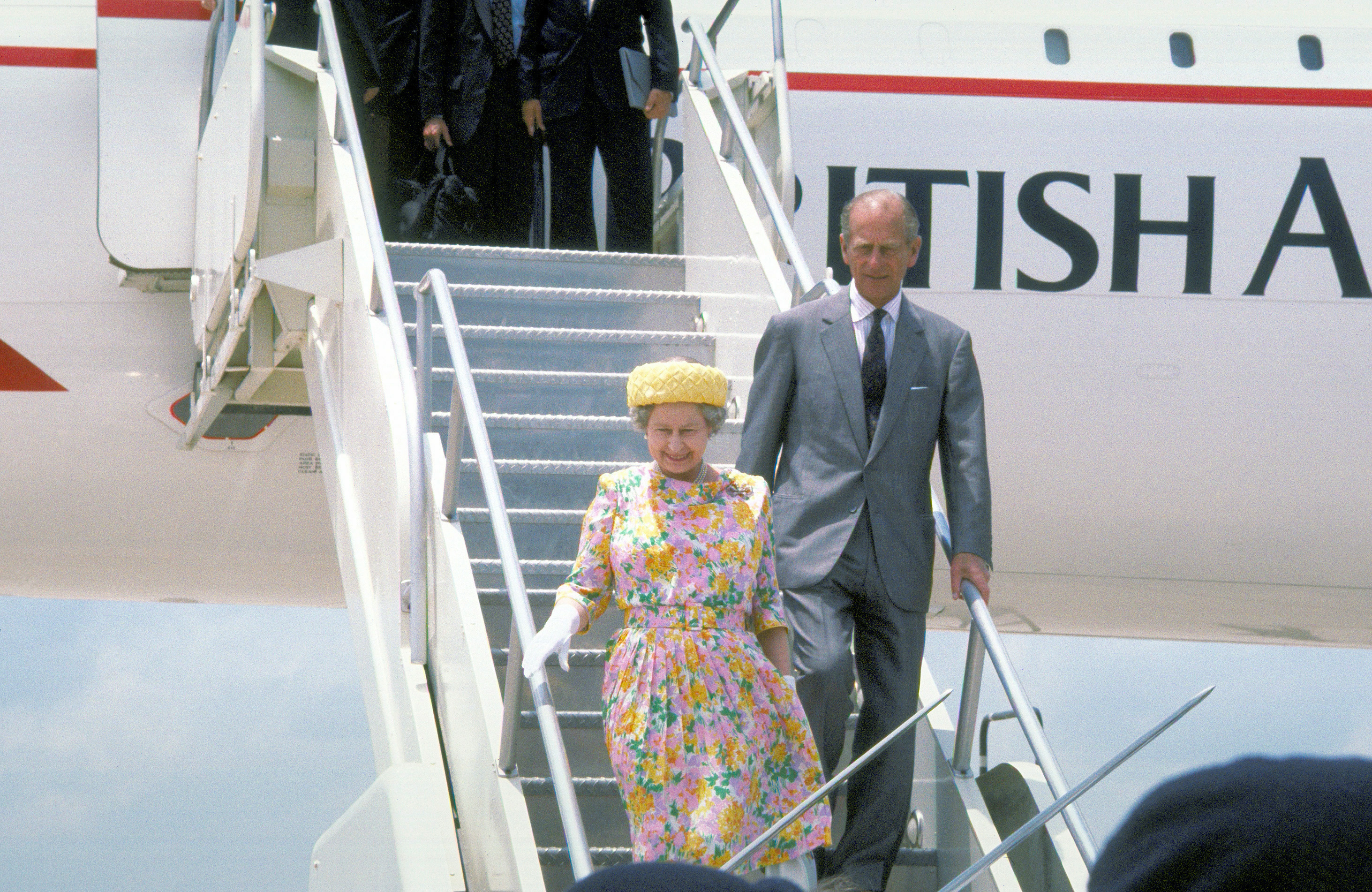
Prințul Filip alături de regină în vizită în America, 20 mai 1991.

La un an după divorț, Diana a murit într-un accident de mașină la Paris la 31 august 1997. În acel moment, Ducele era în vacanță la Balmoral împreună cu familia regală extinsă. Îndurerați, cei doi fii ai Dianei, William și Harry, au vrut să asiste la biserică așă că bunicii i-au dus dimineață. Timp de cinci zile, regina și Ducele și-au protejat nepoții de interesul presei și i-au ținut la Balmoral unde puteau suferi în intimitate. Izolarea familiei regale a provocat consternare publică, însă starea de spirit publică s-a transformat de la ostilitate la respect după emisiunea făcută în direct de regină la 5 septembrie.
De-a lungul următorilor ani, Mohammed Al-Fayed al cărui fiu Dodi Fayed a murit împreună cu Diana în accident, a susținut că Prințul Filip a ordonat moartea Dianei și că accidentul a fost făcut parte din scenariu. Ancheta asupra morții Dianei încheiată în 2008 a concluzionat că nu există nici o dovadă a conspirației.
Ducele a avut peste 300 de apariții publice, mai mult decât oricare membru al familiei regale cu excepția fiicei lui, Prințesa Ana.
Prințul consort patronează circa 800 de organizații, axate în special pe mediu, industrie, sport și educație. Printre acestea se află Fondul Mondial pentru Natură (WWF), la activitățile căruia participă din 1961 și unde deține încă funcția de președinte de onoare. A fost președintele "National Playing Fields Association" timp de 64 de ani, din 1947, până când nepotul său, prințul William, i-a preluat rolul în 2013. A fost președintele Federației Ecvestră Internațională din 1964 până în 1986, și a fost cancelar al universităților din Cambridge, Edinburgh, Salford și Țara Galilor.
Prințul Filip primește o anuitate parlamentară (de 359.000 £ din 1990) care servește la acoperirea cheltuielilor oficiale în îndeplinirea îndatoririlor publice. Anuitatea nu este afectată de reforma finanțelor regale în temeiul Legii suverane din 2011. Orice sumă din indemnizație care nu este utilizată pentru acoperirea cheltuielilor publice este supusă impozitului. În practică, întreaga indemnizație este utilizată pentru a-și finanța îndatoririle oficiale.

#### Secolul XXI
În timpul Jubileului de Aur al soției sale, în 2002, ducele a fost lăudat de către președintele Camerei Comunelor pentru rolul său în sprijinirea reginei în timpul domniei ei. Perioada de timp în care ducele de Edinburgh a servit drept consort regal depășește pe cea a oricărui alt consort din istoria britanică; totuși, regina-mamă Elisabeta, mama reginei, care a murit la vârsta de 101 ani, a avut cea mai lungă viață până în prezent.
În octombrie 2007 s-a dezvăluit că Prințul Filip suferă de afecțiune cardiacă din 1992; garda de corp a Ducelui a fost instruită să-i acorde ajutor medical de urgență pentru simptome simple ca amețeli și probleme de respirație chiar împotriva voinței Prințului Filip. Deși el a început să ia medicamente pentru starea sa, Ducele a refuzat să-și reducă îndatoririle regale.
În august 2008, ziarul Evening Standard a declarat că Filip suferă de cancer la prostată. Palatul Buckingham care de obicei refuză să comenteze zvonurile legate de sănătate, a susținut că articolul a fost o invadare a intimității. În mod neobișnuit, Filip a autorizat o declarație pentru a nega povestea. Ziarul a retractat articolul și a admis că nu este adevărat.

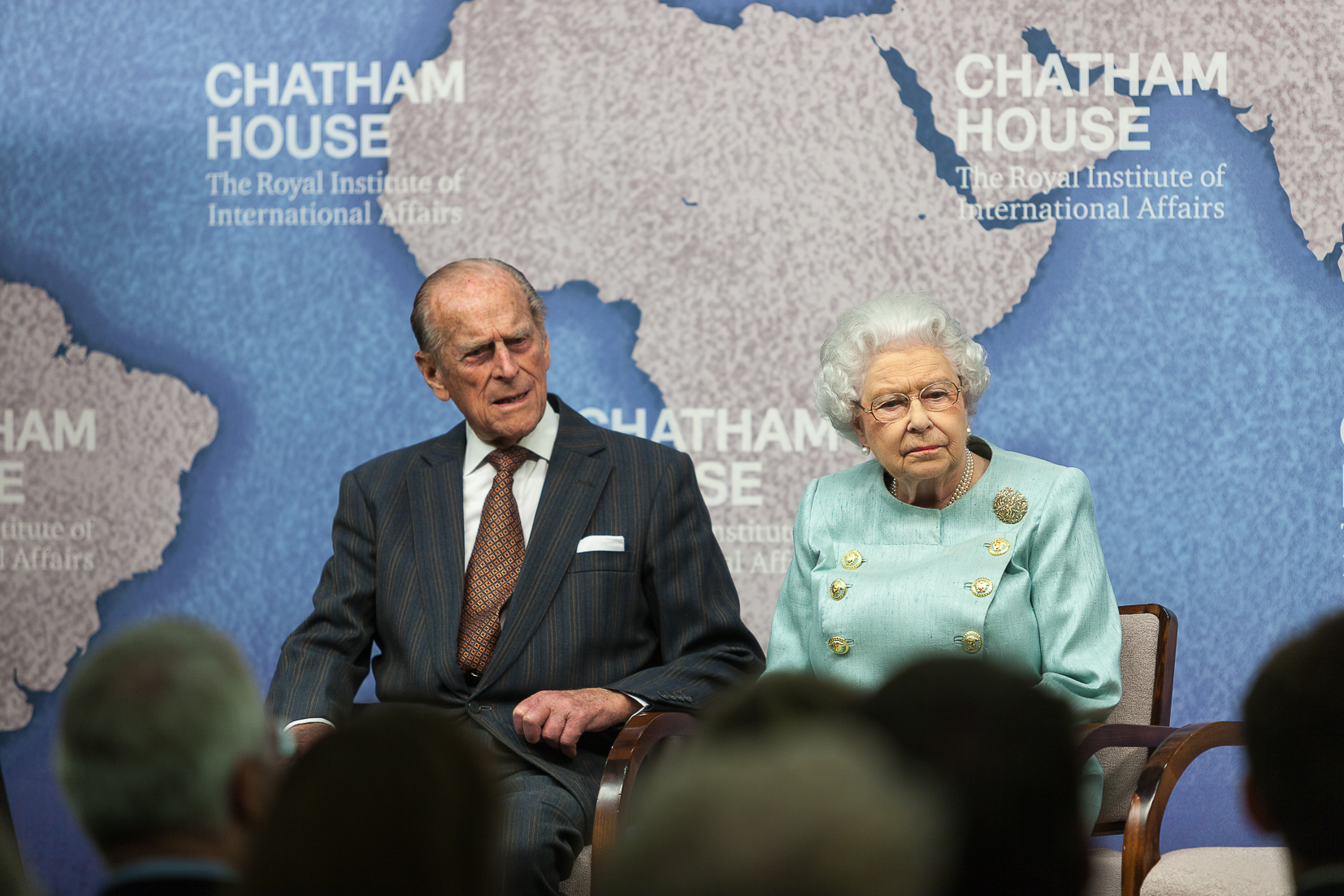
Regina Elisabeta și prințul Filip în 2014

În timp ce se afla la reședința regală de la Sandringham, Norfolk, la 23 decembrie 2011, Ducele a suferit de dureri în piept și a fost dus la spitalul Papworth unde a fost operat din cauza blocajului unei artere coronare. A fost externat la 27 decembrie.
La 4 iunie 2012, în timpul sărbătorilor în onoarea Jubileului de Diamant al soției sale, Filip a fost dus la Spitalul Regele Eduard VII din Londra, suferind de o infecție a vezicii urinare. A fost externat după cinci zile. În iunie 2013, Filip a fost internat la Clinica din Londra pentru o operațiune de explorare pe abdomen, petrecând 11 zile în spital.
Prințul Filip s-a retras din viața publică participând la ultimul sau angajament public, oficiind parada Marinei Regale de la Palatul Buckingam. Din 1952, el a încheiat 22.219 angajamente de unul singur. Primul ministru Theresa May i-a mulțumit pe Twitter pentru anii în serviciu și i-a prezentat ”recunoștința și urările de bine din partea țării”. La 20 noiembrie 2017, prințul Filip a sărbătorit cea de-a 70-a aniversare a căsătoriei împreună cu regina, aceasta devenind primul monarh britanic care a sărbătorit o nuntă de platină.

## Decesul
Prințul Filip a decedat în data de 9 aprilie 2021, la vârsta de 99 de ani, cu două luni înainte de centenar. A fost cel mai longeviv consort regal din istoria Marii Britanii. Cauza decesului nu a fost încă dezvăluită.

## Copii
| Nume                            | Naștere           | Căsătorie                                | Căsătorie             | Copiii lor                         | Nepoții lor                                                                            |
| Nume                            | Naștere           | Dată                                     | Soț/Soție             | Copiii lor                         | Nepoții lor                                                                            |
| ------------------------------- | ----------------- | ---------------------------------------- | --------------------- | ---------------------------------- | -------------------------------------------------------------------------------------- |
| Prințul Charles, Prinț de Wales | 14 noiembrie 1948 | 29 iulie 1981 Divorț 28 august 1996      | Lady Diana Spencer    | Prințul William, Duce de Cambridge | Prințul George de Cambridge Prințesa Charlotte de Cambridge Prințul Louis de Cambridge |
| Prințul Charles, Prinț de Wales | 14 noiembrie 1948 | 29 iulie 1981 Divorț 28 august 1996      | Lady Diana Spencer    | Prințul Harry, Duce de Sussex      | Archie Harrison Mountbatten-Windsor Lilibet Diana Mountbatten-Windsor                  |
| Prințul Charles, Prinț de Wales | 14 noiembrie 1948 | 9 aprilie 2005                           | Camilla Parker Bowles | N/A                                | N/A                                                                                    |
| Prințesa Anne a Marii Britanii  | 15 august 1950    | 14 noiembrie 1973 Divorț 28 aprilie 1992 | Mark Phillips         | Peter Phillips                     | Savannah Phillips Isla Phillips                                                        |
| Prințesa Anne a Marii Britanii  | 15 august 1950    | 14 noiembrie 1973 Divorț 28 aprilie 1992 | Mark Phillips         | Zara Tindall                       | Mia Tindall Lena Tindall Lucas Tindall                                                 |
| Prințesa Anne a Marii Britanii  | 15 august 1950    | 12 decembrie 1992                        | Timothy Laurence      | N/A                                | N/A                                                                                    |
| Prințul Andrew, Duce de York    | 19 februarie 1960 | 23 iulie 1986 Divorț 30 mai 1996         | Sarah Ferguson        | Prințesa Beatrice de York          | N/A                                                                                    |
| Prințul Andrew, Duce de York    | 19 februarie 1960 | 23 iulie 1986 Divorț 30 mai 1996         | Sarah Ferguson        | Prințesa Eugenie de York           | August Brooksbank                                                                      |
| Prințul Edward, Conte de Wessex | 10 martie 1964    | 19 iunie 1999                            | Sophie Rhys-Jones     | Lady Louise Windsor                | N/A                                                                                    |
| Prințul Edward, Conte de Wessex | 10 martie 1964    | 19 iunie 1999                            | Sophie Rhys-Jones     | James, Viconte Severn              | N/A                                                                                    |